# John McNamara (baseball)
Pour les articles homonymes, voir John McNamara (homonymie) et McNamara.
John Francis McNamara, né le 4 juin 1932 à Sacramento (Californie) et mort le 28 juillet 2020 à Brentwood (Tennessee), est un ancien manager américain de baseball. Il a dirigé six formations différentes en ligue majeure entre 1969 et 1996 et conduit les Boston Red Sox en World Series en 1986.

## Carrière
Receveur en ligues mineures, McNamara se tourne vers une carrière de manager dès 1959 en dirigeant les Lewiston Broncos en Northwest League. Les Broncos s'affilient ensuite aux Kansas City Athletics et McNamara rejoint alors l'organisation des A's. Après avoir dirigé des formations en ligues mineures, il est nommé manager des Athletics, désormais basés à Oakland, en 1969. Il enchaine à San Diego Padres (de 1974 à l'été 1977), Cincinnati Reds (de 1979 à l'été 1982), California Angels (1983-1984 et une partie de la saison 1996), Boston Red Sox (de 1985 à l'été 1988), et Cleveland Indians (de 1990 à l'été 1991). Entre ces différents mandats de manager, McNamara exerce la fonction d'instructeur chez les Oakland Athletics (1968-1969), San Francisco Giants (1971-1973) et California Angels (1978) et la fonction de recruteur chez les Seattle Mariners (1989) et les California Angels de 1991 à 1996.
En dix-huit saisons comme manager en ligue majeure, McNamara conduit deux fois son équipe à la première place en saison régulière : Cincinnati en 1979 et Boston en 1986. En play-offs, il mène les Red Sox en World Series, mais Boston s'incline au terme du fameux septième match de la Série 1986.